# Nemertopsis exilis
Nemertopsis exilis är en djurart som tillhör fylumet slemmaskar, och som beskrevs av Ernest F. Coe 1947. Nemertopsis exilis ingår i släktet Nemertopsis och familjen Emplectonematidae. Inga underarter finns listade i Catalogue of Life.